# Trichipteris portoana
Trichipteris portoana là một loài thực vật có mạch trong họ Cyatheaceae. Loài này được (Brade) R.M. Tryon miêu tả khoa học đầu tiên năm 1970.